# Olympique de Marseille
Olympique de Marseille, ofte kendt som OM eller bare Marseille, er en fransk fodboldklub fra Marseille i Provence-Alpes-Côte d'Azur-regionen. Marseille spiller på nuværende tidspunkt i Ligue 1, den bedste franske række, og er en af de historisk mest succesfulde klubber i landet, og er den eneste franske klub til at have vunder UEFA Champions League.  
Klubben blev stiftet i 1899, og spiller sine hjemmekampe på Stade Vélodrome, hvor de har spillet siden 1937.

## Historie

### Grundlæggelse og professionalisering
Olympique de Marseille blev grundlagt i 1899 som en multisportklub, som dog havde mest fokus på rugby. Navnet blev valgt til ære for byens historie, da Marseille var blevet grundlagt af græske kolonister fra Phokis i antikken. Fodbold blev en del af sportsklubben i 1900, og sportens popularitet voksede herefter hurtigt. Marseille blev hurtigt en stor fodboldklub i Frankrig, og vandt i 1924 deres første trofæ, da de vandt Coupe de France. Klubbens første mesterskab kom i 1929. Klubben var blandt de første til at blive professionelle, og deltog i 1932-33 ligaen, den første professionelle af sin slags i Frankrig. Marseille vandt få år senere, i 1937, deres første professionelle mesterskab.

### Efterkrigsnedtur og genopstand
Marseille vandt deres næste mesterskab i 1948, men herefter fulgte et svær periode for klubben. 1950'erne var for Marseille en evig kamp om at undgå nedrykning, hvilke lykkedes frem til 1959, hvor at klubben for første gang måtte rykke ned i den næstebedste række.
Efter en årsrække i den næstebedste række, lykkedes den endeligt Marseille at komme tilbage op i 1966. Herefter ville klubben have succes i nogle år, som kulminerede med at klubben i 1971 og 1972 vandt mesterskabet to år i streg. Denne genopstand ville dog være kortvarig, og igen måtte Marseille se nedrykning i øjnene, da de rykkede ud af den bedste række i 1976.

### Tapie-æraen
Marseille rykkede tilbage til den bedste række i 1984. To år senere i 1986 fik klubben en ny præsident, Bernard Tapie, som ville spille en massive rolle for klubben over det næste årti. Under Tapie blev der lavet massive investeringer i holdet, som pludseligt gjorde Marseille til en af de bedste klubben ikke bare i Frankrig, men i hele Europa. Klubben vandt mellem 1989 og 1992 4 franske mesterskaber i streg, og nåede i 1991 for første gang til Mesterholdenes Europa Cup finale, hvor de dog tabte til Røde Stjerne Beograd. Klubbens helt store øjeblik kom i 1993, hvor at de igen nåede til Champions League-finalen, og denne gang vandt, og blev dermed det første franske hold til at vinde en Champions League-finale.
Denne storhedstid kom dog til en brag ende bare måneder efter deres sejr, da Tapie og klubben var blevet involveret i en matchfixing-skandale, da det viste sig, at Tapie havde forsøgt at bestikke 3 spillere fra Valenciennes FC, for at få dem til at spille dårligere imod Marseille, så Marseille kunne skåne deres spillere i kampen imod dem, som var kun 6 dage før Champions League-finalen. Dette blev opdaget efter en af de spillere som skulle bestikkes, Jacques Glassmann, nægtede, og i stedet for gik til pressen med beviser imod Marseille. Som resultat af denne skandale, og af at Marseille havde økonomiske problemer, blev klubben tvangsnedrykket til den næstbedste række, og deres 1992-93 franske mesterskab blev taget fra dem. Marseille blev også udelukket fra Champions League, men fik dog ikke frataget deres 1993 sejr.

### Retur til toppen
Klubben så en genopstand efter en investering fra Robert Louis-Dreyfus i 1996, som redet klubben fra sine finansielle problemer. Klubben rykkede samme år tilbage op i den bedste række, og var som resultat af investeringerne igen et konkurrencedygtigt hold, som flere år i streg kæmpede med i toppen, dog det ikke lykkedes at vinde et mesterskab. Det lykkedes dog endeligt i 2009-10 sæsonen at vinde klubbens første mesterskab siden skandalen.

## Titler
- Franske mesterskaber (9): 1937, 1948, 1971, 1982, 1989, 1990, 1991, 1992, 2010

- Franske pokaltitler (10): 1924, 1926, 1927, 1935, 1938, 1943, 1969, 1972, 1976, 1989

- UEFA Champions League (1): 1993

- UEFA Intertoto Cup (1): 2005

## Nuværende spillertrup
Oversigten er opdateret til og med 23. marts 2024.
| Nr. | Land      | Position | Spiller                 |
| --- | --------- | -------- | ----------------------- |
| 1   | Cameroun  | MM       | Simon Ngapandouetnbu    |
| 3   | Frankrig  | FO       | Quentin Merlin          |
| 4   | Frankrig  | FO       | Samuel Gigot            |
| 5   | Argentina | FO       | Leonardo Balerdi        |
| 6   | Schweiz   | FO       | Ulisses Garcia          |
| 7   | Frankrig  | MI       | Jonathan Clauss         |
| 8   | Marokko   | MI       | Azzedine Ounahi         |
| 14  | Cameroun  | AN       | Faris Moumbagna         |
| 10  | Gabon     | AN       | Pierre-Emery Aubameyang |
| 11  | Marokko   | MI       | Amine Harit             |
| 20  | Argentina | AN       | Joaquin Correa          |
| 34  | Marokko   | MI       | Bilal Nadir             |
| 37  | England   | MI       | Emran Soglo             |

| Nr. | Land                        | Position | Spiller                               |
| --- | --------------------------- | -------- | ------------------------------------- |
| 16  | Spanien                     | MM       | Pau López                             |
| 17  | Cameroun                    | MI       | Jean Onana                            |
| 18  | Elfenbenskysten             | FO       | Bamo Meïté                            |
| 19  | Centralafrikanske Republik  | MI       | Geoffrey Kondogbia                    |
| 21  | Frankrig                    | MI       | Valentin Rongier                      |
| 22  | Senegal                     | MI       | Pape Gueye                            |
| 23  | Senegal                     | AN       | Ismaïla Sarr                          |
| 27  | Frankrig                    | MI       | Jordan Veretout                       |
| 29  | Senegal                     | AN       | Iliman Ndiaye                         |
| 33  | Frankrig                    | FO       | Stéphane Sparagna                     |
| 36  | Spanien                     | MM       | Rubén Blanco (Lånt fra Celta de Vigo) |
| 44  | Brasilien                   | AN       | Luis Henrique                         |
| 62  | Panama                      | FO       | Amir Muriello                         |
| 99  | Demokratiske Republik Congo | FO       | Chancel Mbemba                        |

### Udlejet
| Nr. | Land    | Position | Spiller                                     |
| --- | ------- | -------- | ------------------------------------------- |
| –   | Spanien | FO       | Pol Lirola (Udlånt til Elche)               |
| –   | Marokko | MI       | Oussama Targhalline (Udlånt til Alanyaspor) |
| —   | Serbien | MI       | Nemanja Radonjić (Udlånt til Torino)        |

| Nr. | Land      | Position | Spiller                                     |
| --- | --------- | -------- | ------------------------------------------- |
| –   | Holland   | FO       | Kevin Strootman (Udlånt til Genoa)          |
| —   | Brasilien | AN       | Luis Henrique (Udlånt til Botafogo)         |
| –   | USA       | AN       | Konrad de la Fuente (Udlånt til Olympiakos) |

## Kendte spillere
| - Manuel Amoros - Jocelyn Angloma - Fabien Barthez - Hatem Ben Arfa - Laurent Blanc - Basile Boli - Éric Cantona - Cédric Carrasso - Djibril Cissé - Marcel Desailly - Didier Deschamps - Éric Di Meco - Jean Djorkaeff - Christophe Dugarry - Mathieu Flamini - William Gallas |  | - André-Pierre Gignac - Alain Giresse - Frank Leboeuf - Charly Loubet - Claude Makélélé - Steve Mandanda - Samir Nasri - Jean-Pierre Papin - Dimitri Payet - Robert Pires - Loïc Rémy - Franck Ribéry - Franck Sauzée - Jean Tigana - Marius Trésor - Mathieu Valbuena |  | - Lorik Cana - Lucho González - Gabriel Heinze - Michy Batshuayi - Daniel Van Buyten - Sonny Anderson - Carlos Mozer - Jairzinho - Paulo César Lima - Stéphane Mbia - Nicolas N'Koulou - Didier Drogba - Chris Waddle - André Ayew - Abedi Pelé |  | - Boudewijn Zenden - Fabrizio Ravanelli - Josip Skoblar - Dragan Stojković - Vedran Runje - Taye Taiwo - Fabio Celestini - Mamadou Niang - César Azpilicueta - Klaus Allofs - Karlheinz Förster - Andreas Köpke - Rudi Völler - Enzo Francescoli |